# Gigantopora birostris
Gigantopora birostris är en mossdjursart som beskrevs av Tilbrook 2006. Gigantopora birostris ingår i släktet Gigantopora och familjen Gigantoporidae. Inga underarter finns listade i Catalogue of Life.